# پولینا گوریوا
پولینا گوریوا (روسی: Полина Гурьева؛ زادهٔ ۵ اکتبر ۱۹۹۹) وزنه‌بردار اهل ترکمنستان است.
او در مسابقات کشوری و بین‌المللی در مجموع برندهٔ ۱ مدال نقره شده‌است.